# هری رووانپرا
هری رووانپرا (فنلاندی: Harri Rovanperä؛ زادهٔ ۸ آوریل ۱۹۶۶) راننده رالی اهل فنلاند است. 
وی عضو تیم‌هایی همچون سیات، پژو، میتسوبیشی موتورز و اشکودا بوده است.